# Thymus brevipetiolatus
Thymus brevipetiolatus  (лат.) — вид двудольных растений рода Тимьян (Thymus) семейства Яснотковые (Lamiaceae).
Таксономическое название дано ботаником Ярославом Чапом в 1993 году. Изначально же таксон был описан в 1954 году под названием Thymus oxydontus Klokov; к настоящему времени это название считается нелегитимным синонимом Thymus brevipetiolatus.

## Распространение, описание
Эндемик восточной Сибири (Россия), встречающийся в тундрах Якутии.
Хамефит.